# John Arden
Pour les articles homonymes, voir Arden.
John Arden (né le 26 octobre 1930 à Barnsley en Yorkshire (Angleterre) et mort le 28 mars 2012 à Galway) est un dramaturge britannique.

## Œuvres
- Les eaux de Babylone (The Waters of Babylon) (1957)
- Vous vivrez comme des porcs (Live like pigs) (1958)
- La Danse du sergent Musgrave (Serjeant Musgrave's Dance)
- L'Âne de l'hospice (The Workhouse Donkey)